# Dubyaea atropurpurea
Dubyaea atropurpurea là một loài thực vật có hoa trong họ Cúc. Loài này được (Franch.) Stebbins mô tả khoa học đầu tiên năm 1937.